# تولفابتان
تولفابتان، الذي يباع تحت الإسم التجاري سامسكا (Samsca)، هو دواء يستخدم لعلاج انخفاض الصوديوم بسبب قصور القلب أو متلازمة الإفراز غير المناسب للهرمون المضاد لإدرار البول (SIADH). كما أنه يستخدم لداء الكلية متعددة الكيسات السائد (ADPKD). يؤخذ عن طريق الفم. تبدأ التأثيرات خلال 4 ساعات.
تشمل الآثار الجانبية الشائعة له: العطش والغثيان والزيادة السريعة في الصوديوم. قد تشمل المضاعفات الأخرى: متلازمة إزالة الميالين التناضحية، وفشل الكبد، وارتفاع البوتاسيوم. وهو مضاد لمستقبلات فازوبريسين -2 (V2) والذي يعمل عن طريق زيادة إنتاج البول.
وُوفق على تولفابتان للاستخدام الطبي في الولايات المتحدة وأوروبا في عام 2009. كما وُوفق على نسخة مكافئة في عام 2020، على الرغم من أنها لم تعد متاحة تجاريًا اعتبارًا من عام 2021. في الولايات المتحدة تبلغ تكلفة 10 أقراص 30 ملغ حوالي 3800 دولار أمريكي اعتبارًا من عام 2021. هذه الكمية في المملكة المتحدة تكلف هيئة الخدمات الصحية الوطنية حوالي 750 جنيهًا إسترلينيًا.